# 二硫代磷酸镁
二硫代磷酸镁是一种无机化合物，化学式为Mg3(PS2O2)2。

## 制备
该化合物可由五硫化二磷和氧化镁的悬浊液在0℃时反应得到：
P4S10 + 6 MgO + 2 H2O → 2 H2S + 2 Mg3(PS2O2)2